# Sebastiania larensis
Sebastiania larensis är en törelväxtart som beskrevs av Léon Camille Marius Croizat och Tamayo. Sebastiania larensis ingår i släktet Sebastiania och familjen törelväxter. Inga underarter finns listade i Catalogue of Life.